# Violencia de género en México
La violencia de género en México es la violencia física o psicológica ejercida hacía las personas del género opuesto al agresor dentro de México, generada por la falta de valores adquiridos en edad temprana. De acuerdo al último censo realizado por el INEGI en 2021, en México habitaban 128 millones de personas de las cuales, el 51.2% son mujeres (65.5 millones).
Según datos de La Encuesta Nacional sobre Dinámica de las Relaciones en los Hogares del INEGI, realizada en 2016, el 66.1% de las mujeres mayores de 18 años han sufrido algún tipo de agresión física, psicológica o sexual; es decir 66 de cada 100 mujeres. Solo el 9.45% realizó una denuncia al respecto. La Organización de Naciones Unidas considera la violencia de género una "pandemia" y clasifica al país entre las veinte peores naciones con problemas de dicha naturaleza, convirtiendo a México y Centroamérica en la región del mundo más violenta para las mujeres fuera de una zona de guerra. Es un objetivo prioritario a combatir en el gobierno del país, y es considerado un obstáculo para alcanzar la equidad de género.
La violencia de género es parte del problema creado por la desigualdad de género, la cual tiene su expresión en los actos cotidianos que se cometen contra mujeres y niñas, mismos que restringen o niegan a las mujeres el acceso a las libertades y derechos que les corresponden. Estudios realizados por la Organización de las Naciones Unidas demuestran que es una de las más extendidas formas de violación a los derechos humanos, trayendo consigo repercusiones en la salud, la libertad, la seguridad y la vida libre de las mujeres, lo cual se agrava por el ambiente de impunidad, insensibilidad y ausencia en la rendición de cuentas por parte de las autoridades de justicia.
La ONU muestra que la violencia de la mujer se caracteriza por tres rasgos:
1. Invisibilidad: el 88.4% de las mujeres que fueron agredidas en México no presentaron denuncia alguna. Esta conducta se deriva de las constantes pautas culturales machistas que priman en nuestra sociedad. Temor a consecuencias físicas y psicológicas si existe una denuncia; exclusión social y burlas; así como desgaste emocional consecuencia del proceso de denuncia ante las autoridades, son algunas de las causas por las cuales una mujer decide no hablar o acusar a su agresor. Así mismo, en consecuencia, las cifras obtenidas mediante las herramientas de análisis de datos, pueden no reflejar con exactitud la realidad y, por lo tanto, invisibilizar la violencia.
2. Normalización: la violencia hacia la mujer se realiza en forma continua y sistemática desde hace cientos de años, a pesar de los avances que ha logrado la sociedad civil, el feminismo y las organizaciones, la violencia es percibida como una conducta "normal" o "esperada", sobre todo en países de bajo desarrollo. Esta representación entorpece el trabajo en contra de la misma.
3. Impunidad: las instituciones y las autoridades latinoamericanas y mexicanas se caracterizan por el alto nivel de corrupción que existe dentro de ellas; la violencia de género y sus consecuentes denuncias no son la excepción. Según el Índice de Impunidad en México, el 99% de los casos de asesinato no son resueltos.[9]

Desde antes de la civilización se ha hecho diferencia de roles entre el hombre y la mujer, es decir que debe hacer una mujer y que debe hacer un hombre.  Esta brecha ha afectado en su mayoría a mujeres debido a que viven en una sociedad patriarcal donde deben obedecer lo que el hombre diga, algunos ejemplos donde se puede ver estas situaciones son: en la revolución francesa se creó la Declaración de Derechos del Hombre y del ciudadano, estos derechos no amparaban ni incluían a las mujeres, por lo que la escritora Olympe de Gouges escribió la Declaración de los Derechos de la mujer y de la ciudadana. Así mismo, esta violencia de género cuenta con una relación directa con el sistema neoliberal. Esto ya que debido a los roles de género establecidos “Lo que debilita a los hombres, lo que los precariza y los transforma en sujetos impotentes es la falta de empleo, la inseguridad en el empleo cuando lo tienen, la precariedad de todos los vínculos, el desarraigo de varias formas, el desarraigo de un medio comunitario, familiar, local (…)”(Segato en Vizzi y Ojeda, 2017), dando hincapié a la existencia de violencia en contra de las mujeres. De igual manera, el sistema de impartición de justicia se caracteriza por la omisión e impunidad hacia los casos documentados debido a la falta de perspectiva de género.  
En la actualidad la violencia contra las mujeres se ejerce principalmente en los ámbitos escolar (25.3%), laboral (27%), y comunitario (38.7%); a través de acoso y abuso sexual (frases ofensivas, miradas lascivas, amenazas de violación, manoseos o exhibicionismo); hostigamiento; humillación e intimidación; acecho (ser seguidas en la calle); discriminación por embarazo; golpes y asesinatos, por mencionar algunas.
En 2017 México ocupó el segundo lugar en feminicidios en una relación de 24 naciones, tan solo debajo de Brasil; sin embargo, en el 2019 ocupó el primer lugar.
En 2018 importantes avances que presenta la SESNSP (Secretariado Ejecutivo del Sistema Nacional de Seguridad Pública) nos muestra que México llegó a niveles nunca antes vistos con más de diez asesinatos de mujeres por día.
59 por ciento de las mujeres que tienen pareja han sufrido violencia física, emocional y sexual.
Los índices de los feminicidios crecen a la par que la inseguridad, siendo los focos rojos Chihuahua, Sinaloa, Nuevo León y el Estado de México, aunque si bien es cierto que este delito está tipificado, solo 10 entidades federativas establecen la obligación de elaborar protocolos para la investigación.
La razón por la que los homicidios contra mujeres quedan impunes, es por el limitado acceso que tienen las víctimas de violencia a la justicia y a los prejuicios de género durante la etapa de averiguación previa de la policía, jueces y fiscales, los cuales archivan los casos por supuestas faltas de pruebas.
Tan solo a inicios del 2019 el número de feminicidios aumentó un 8.6% (de acuerdo con el Reporte Anual 2018 de Incidencia delictiva en Ciudad de México).
Hasta el cierre de este reporte, las tres alcaldías que ocupan los tres primeros lugares en el listado por el delito de violación son: Cuauhtémoc con una tasa de 22.33; Coyoacán con una tasa de 10.59, y Xochimilco 7.46.

## El marco jurídico Internacional
La Declaración Universal de los Derechos Humanos antepone los derechos fundamentales de la mujer y del hombre; entre ellos se destacan el derecho a la vivienda individual, a la salud, seguridad social, siendo uno de los principios fundamentales la igualdad. La declaración Universal de Derechos Humanos incluyó dos artículos relacionados con este principio: “Todos los seres humanos nacen libres e iguales en dignidad y derechos.” (Artículo 1, 1948, p.2). “Toda persona tiene todos los derechos y libertades proclamados en esta Declaración, sin distinción alguna de raza, color, sexo...” (Artículo 2, 1948, p.2). Los derechos universales fueron ampliados en el Pacto Internacional de Derechos Económicos, Sociales y Culturales el cual insta a los Estados que firmaron el pacto a proteger a sus habitantes contra el hambre y a garantizar la buena distribución de los alimentos; también se reconoce a las mujeres con el derecho a pedir préstamos bancarios, a tener vivienda propia y otras formas de crédito financiero.
La Organización Mundial de la Salud, el Banco Mundial y el Fondo de Población de las Naciones Unidas consideran a la violencia de género como un problema de salud pública;México ha recibido en numerosas ocasiones recomendaciones de diversas instituciones internacionales para mejorar la creación y aplicación de políticas públicas que garanticen los derechos universales de las mujeres, entre los que se encuentran, principalmente: erradicar la discriminación de las mujeres indígenas; la desigualdad de condiciones de acceso al empleo y al salario equitativo; como fue reportado por el INEGI la situación entre los años 1998 y 2008se mantuvo sin cambios en materia de salarios , lo cual simplemente significa que durante ese periodo de tiempo el sueldo pagado a las mujeres fue menor a lo pagado a los hombres. Así mismo,  la falta de acceso a los servicios de salud, específicamente de salud reproductiva y el derecho a la maternidad elegida; así como incentivar la participación política de las mujeres. Por lo que, El orden neoliberal es resultado de una construcción identitaria y socio-económica patriarcal. (Almudena Hernando, 2019). 

## Integración jurídica en México
En 2001 se crea el Instituto Nacional de las Mujeres (Inmujeres) cuya misión es "coordinar el cumplimiento de la política nacional en materia de igualdad sustantiva y coadyuvar con la erradicación de la violencia contra las mujeres". Así mismo, a través de dicha institución se acuñaron diversos conceptos teóricos que sirven como base para las políticas y acciones hacia las mujeres dentro de la nación: estas son la equidad de género y la perspectiva de género (Corradi & Donato, 2019). Por otro lado, en 2006 se promueve la Ley general para la igualdad entre mujeres y hombres. Con la cual se busca, según lo establecido en su artículo primero tener un mayor interés para combatir todas las formas de discriminación existentes basadas o “sustentadas” en el “sexo” (Corradi & Donato, 2019). De igual manera es vital contemplar, igualmente, la Política Nacional de Igualdad promovida por el Gobierno Federal. En esta, se hace hincapié a dos directrices claves para atacar está problemática existente dentro de la sociedad contemporánea mexicana. Así pues, teniendo como eje “la utilización de un lenguaje no sexista”, sino un lenguaje incluyente (Corradi & Donato, 2019); que permita esta cohesión dentro de la sociedad, promoviendo así un ambiente de confianza dentro de las relaciones sociales y prácticas de comunicación utilizadas (Corradi & Donato, 2019). Por consiguiente, dentro del artículo 37 de la Ley general para la igualdad entre mujeres y hombres, párrafo 3 se establece uno de los puntos más importantes dentro de la política nacional de igualdad. Esto ya que hace inferencia a uno de los aspectos más fundamentales acerca de la búsqueda de una mayor igualdad de género dentro del país, la mejora continua de las políticas públicas desarrolladas. Como menciona Corradi y Donato, “se contempla una revisión permanente de las políticas de prevención, atención, sanción y erradicación de la violencia de género” ( 2019).  Aunado a lo anterior, este organismo se ha promovido diversas iniciativas, como la de la Ley General de Acceso a las Mujeres a una Vida Libre de Violencia (LGAMVLV),promulgada en 2007, la cual castiga a la violencia feminicida y la califica como la más extrema posible, y que se adhiere a la Ley General para la Igualdad entre Mujeres y Hombres, dictada en 2006.
Por otro lado, la LGAMVLV contempla dentro de sí la implementación de la Alerta de violencia de género: un conjunto de acciones oficiales para evitar feminicidios en estados o municipios donde estos crímenes ocurren de manera sistemática y cotidiana. En esta, se puede apreciar la expresa voluntad del estado mexicano “para prevenir, sancionar y erradicar la violencia contra las mujeres” (Art.1) (Corradi & Donato, 2019). Así mismo, dentro de su artículo 4.º se denotan los pilares que lideran la llamada “batalla” contra la violencia de género y garantiza a todas las mujeres una vida sin violencia (Corradi & Donato, 2019); así pues aludiendo a estos de la siguiente manera “(…) I. La igualdad jurídica entre la mujer y el hombre; II. El respeto a la dignidad humana de las mujeres; III. La no discriminación; y IV. La libertad de las mujeres.(…)”(Corradi & Donato, 2019).

## Integración Normativa en México
En el diario oficial de la federación se hace la publicación DOF: 24/03/2016 MODIFICACIÓN de los puntos 6.4.2.7, 6.4.2.8, 6.6.1 y 6.7.2.9 de la Norma Oficial Mexicana NOM-190-SSA1-1999, Prestación de servicios de salud. Criterios para la atención médica de la violencia familiar, para quedar como NOM-046-SSA2-2005. Violencia familiar, sexual y contra las mujeres. Criterios para la prevención y atención, publicada el 16 de abril de 2009. Con cambios en la atención para los casos de embarazo por violación.
El movimiento de feminista en México ha logrado crear conciencia sobre el tema

## Alerta de violencia de género por entidad federativa[13]
La alerta de violencia de género es una de las medidas que se han tomado en contra de la violencia feminicida, es un mecanismo que busca proteger los derechos humanos de las mujeres y consiste en un conjunto de acciones por parte del gobierno federal, que buscan la coordinación entre todos los estratos gubernamentales para atacar con acciones concretas la violencia hacia las mujeres. La activación de la alerta puede ser solicitada por las autoridades municipales o estatales, así como por las organizaciones de la sociedad civil, siendo la Federación quien determina si esta debe ser declarada o no. Sin embargo, las asociaciones que integran el Observatorio Ciudadano Nacional de Feminicidio, comentan que dicho mecanismo ha demostrado ser poco efectivo, al exigir que se cumplan mayores requisitos y que se aumenten las facultades de autoridades que en la propia Ley no son contempladas.
| #  | Entidad federativa              | Estado de la Alerta | Municipios en donde está activa | Periodo de actividad                            |
| -- | ------------------------------- | ------------------- | --- | ----------------------------------------------- |
| 1  | Aguascalientes                  | NO DECLARADA        | |                                                 |
| 2  | Baja California                 | NO DECLARADA        | | Solicitada y negada                             |
| 3  | Baja California Sur             | NO DECLARADA        | |                                                 |
| 4  | Campeche                        | SOLICITADA          | |                                                 |
| 5  | Chiapas                         | DECLARADA           | Comitán de Domínguez, Chiapa de Corzo, San Cristóbal de las Casas, Tapachula, Tonalá, Tuxtla Gutiérrez y Villaflores.                                                                | Desde el 18 de noviembre de 2017                |
| 6  | Chihuahua                       | NO DECLARADA        | |                                                 |
| 7  | Ciudad de México                | SOLICITADA          | |                                                 |
| 8  | Coahuila de Zaragoza            | SOLICITADA          | |                                                 |
| 9  | Colima                          | DECLARADA           | Colima, Coquimatlán, Cuauhtémoc, Tecomán y Villa de Álvarez. | Desde el 20 de junio de 2017                    |
| 10 | Durango                         | SOLICITADA          | |                                                 |
| 11 | Estado de México                | DECLARADA           | Ecatepec de Morelos, Nezahualcóyotl, Tlalnepantla de Baz, Toluca de Lerdo, Chalco, Chimalhuacán, Naucalpan de Juárez, Tultitlán, Ixtapaluca, Valle de Chalco y Cuautitlán Izcallí.   | Desde 31 de julio de 2015                       |
| 12 | Guanajuato                      | NO DECLARADA        | | Solicitada y negada                             |
| 13 | Guerrero                        | DECLARADA           | Acapulco de Juárez, Ayutla de los Libres, Chilpancingo de los Bravo, Coyuca de Catalán, Iguala de la Independencia, José Azueta, Ometepec y Tlapa de Comonfort                       | Desde el 22 de junio de 2017                    |
| 14 | Hidalgo                         | NO DECLARADA        | |                                                 |
| 15 | Jalisco                         | SOLICITADA          | |                                                 |
| 16 | México                          | DECLARADA           | Ecatepec de Morelos, Nezahualcóyotl, Tlalnepantla de Baz, Toluca, Chimalhuacán, Naucalpan de Juárez, Tultitlán, Ixtapaluca, Valle de Chalco Solidaridad, Cuautitlán Izcalli y Chalco | Desde el 31 de julio de 2015                    |
| 17 | Michoacán de Ocampo             | DECLARADA           | Morelia, Uruapan, Lázaro Cárdenas, Zamora, Apatzigán, Zitácuaro, Los Reyes, Pátzcuaro, Tacámbaro, Hidalgo, Huétamo, La piedad, Sahuayo y Maravatio                                   | Desde el 27 de junio de 2016                    |
| 18 | Morelos                         | DECLARADA           | Cuautla, Cuernavaca, Emiliano Zapata, Jiutepec, Puente de Ixtla, Temixco, Xochitepec y Yautepec                                                                                      | Desde el 10 de agosto de 2015                   |
| 19 | Nayarit                         | DECLARADA           | Acaponeta, Bahía de Banderas, Del Nayar, Ixtlán del Río, Santiago Ixcuintla, Tecuala y Tepic                                                                                         | Desde el 4 de agosto de 2017                    |
| 20 | Nuevo León                      | DECLARADA           | Apodaca, Cadereyta Jiménez, Guadalupe, Juárez y Monterrey | Desde el 18 de noviembre de 2016                |
| 21 | Oaxaca                          | SOLICITADA          | |                                                 |
| 22 | Puebla                          | SOLICITADA          | | Solicitada y negada. Segunda solicitud.         |
| 23 | Querétaro de Arteaga            | NO DECLARADA        | | Solicitada y negada                             |
| 24 | Quintana Roo                    | DECLARADA           | Benito Juárez, Cozumel y Solidaridad | Desde el 7 de julio de 2017                     |
| 25 | San Luis Potosí                 | DECLARADA           | Ciudad Valles, Matehuala, San Luis Potosí, Soledad de Graciano Sánchez, Tamazunchale y Tamuín.                                                                                       | Desde el 21 de junio de 2017                    |
| 26 | Sinaloa                         | DECLARADA           | Ahome, Culiacán, Guasave, Mazatlán y Navolato. | Desde el 31 de marzo de 2017                    |
| 27 | Sonora                          | NO DECLARADA        | | Solicitada para el municipio de Cajeme y negada |
| 28 | Tabasco                         | NO DECLARADA        | | Solicitada y negada                             |
| 29 | Tamaulipas                      | NO DECLARADA        | |                                                 |
| 30 | Tlaxcala                        | NO DECLARADA        | | Solicitada y negada                             |
| 31 | Veracruz de Ignacio de la Llave | DECLARADA           | Boca del Río, Córdoba, Coatzacoalcos, Las Chopas, Martínez de la Torre, Minatitlán, Poza Rica, Tuxpan, Veracruz y Xalapa                                                             | Desde el 18 de noviembre de 2016                |
| 32 | Yucatán                         | SOLICITADA          | |                                                 |
| 33 | Zacatecas                       | SOLICITADA          | |                                                 |

Actualmente en 2021 hay 9 solicitudes en trámite para declarar a algunos estados en alerta de género contra la mujer: Campeche, Ciudad de México, Coahuila, Durango, Jalisco, Oaxaca, Puebla, Yucatán y Zacatecas.

## Avances y resultados

### Estado de México
De 2005 a 2010 hubo 922 homicidios de mujeres con características feminicidas. Ante esto el Observatorio Ciudadano Nacional de Feminicidio solicitó al Sistema Nacional de Prevención, Atención, Sanción de erradicación de la Violencia contra las Mujeres, se declarara la alerta para la entidad mexiquense. 
En diciembre de 2010, se determinó la improcedencia de la solicitud y después de una demanda de amparo y recursos de inconformidad, en el 2014 se aceptó comenzar una nueva investigación. En el Estado se reconoció la impunidad en los casos de feminicidios y homicidio pero a tres meses de la declaratoria solo se llevaba un avance del 60%. Ante esto, el Observatorio señaló las deficiencias en el cumplimiento de las recomendaciones.

### Morelos
La Comisión independiente de Derechos Humanos del Estado de Morelos fue la asociación que solicitó la alerta, y aseguran que funciona, pero debido al mal entendimiento de las acciones de emergencia por parte de las autoridades, no se han visto los resultados esperados. 
A seis meses de aplicación, se han registrado 37 casos de feminicidio en Morelos.

### Jalisco
En este estado las autoridades de gobierno decidieron declarar la alerta de género con base en la legislación estatal y no recurrir al Gobierno federal.
Solamente en ocho municipios se declaró la alerta; esta acción fue altamente criticada ya que comunica erróneamente que la violencia contra las mujeres en la entidad está focalizada.

### Ciudad de México
En la Ciudad de México el 79.8% de mujeres ha reportado que ha sufrido violencia de género, según la Encuesta Nacional sobre la Dinámica de las Relaciones en los Hogares .Tan solo en el Sistema Colectivo Metro, hasta 2016 se tuvieron 159 denuncias por violencia sexual, de las cuales 369 no fueron procesadas; por dicha razón el jefe de Gobierno de la Ciudad de México Miguel Ángel Mancera, puso en marcha la Estrategia 30-100 contra la violencia hacia las mujeres en el transporte y espacios públicos. En esta estrategia se implementaron 271 unidades exclusivas para mujeres en el Sistema de Transporte Colectivo Metro de la Ciudad de México. Así mismo, tan solo en los primeros cien días de la entrega de 39 mil silbatos "antiacoso" se detuvieron a 178 personas por el delito de acoso o abuso sexual, y 188 carpetas de investigación fueron abiertas; según las declaraciones de Teresa Romero, directora del Instituto de las mujeres.
El 18 de agosto de 2015 se inauguró el Centro de Justicia para las Mujeres de la Ciudad de México, con su apertura se busca responder a las necesidades de las mujeres y niñas víctimas de violencia y del delito, así como brindar ayuda y atención integral con servicios de protección y acceso a la justicia. 
Se creó el programa Ciudad Segura y Amigable para las Mujeres y Niñas de la Ciudad de México en las delegaciones Cuauhtémoc, Iztacalco, Iztapalapa, Milpa Alta, Xochimilco, y Magdalena Contreras para mejorar el uso del transporte público para las mujeres, garantizando su seguridad.
El Inmujeres llevó a cabo 3,222 pláticas sobre los derechos sexuales y reproductivos que beneficiaron a 29 mil mujeres y elaboró el Programa Integral del Empoderamiento y Autonomía de las Mujeres de la Ciudad de México; creó el Sistema para la Identificación y Atención del Riesgo de Violencia Feminicida y diseñó el Sistema Informático para la Red de Información de Violencia contra las Mujeres de la Ciudad de México.

## Leyes en México sobre la violencia de género[16]
- Ley Federal para Prevenir y Erradicar la Discriminación,
- Ley General para la Igualdad entre Mujeres y Hombres (2006),
- Ley General de Acceso de las Mujeres a una Vida Libre de Violencia (febrero de 2007), Reglamento de la Ley General de Acceso de las Mujeres a una Vida Libre de Violencia (marzo de 2008),
- Ley para Prevenir y Sancionar la Trata de Personas (noviembre de 2007)
- Reglamento de la Ley para Prevenir y Sancionar la Trata de Personas (febrero de 2009)
- Ley Olimpia[17]
- Ley Ingrid

## Estadísticas violencia de género
- La violencia de género es una práctica social ampliamente extendida en México, ya que 66.1 por ciento de mujeres de 18 años y más ha experimentado al menos un acto de este tipo. En la mayoría de los casos el agresor es la pareja de la víctima.
- Entre 2012 y 2013 el Observatorio Ciudadano Nacional de Feminicidios documentó 3 mil 892 mujeres asesinadas en todos el país, pero solo 15.7 por ciento de los casos fueron investigados como feminicidios.
- En el país fueron asesinadas siete mujeres al día entre 2013 y 2014 y las cifras no han dejado de crecer desde hace 15 años.
- Más de 365 mil mujeres fueron víctimas de la violencia durante el 2015; de ellas, al menos 65 mil tuvieron que ser hospitalizadas por la gravedad de sus lesiones en alguno de los tres sistemas de salud pública: IMSS, ISSSTE o Salubridad, de acuerdo con cálculos de organizaciones civiles y de apoyo a víctimas.
- Las mexicanas sufren además otros tipos de violencia más habitual. Entre las mujeres de 30 a 39 años, un 68% asegura haber enfrentado al menos un episodio de abuso, llegando al 80% en Chihuahua y en el Estado de México.
- El porcentaje es similar en las más jóvenes: en la capital del país un 65% de las chicas de entre 15 y 19 años han sufrido algún tipo de maltrato físico, sexual o de intimidación emocional.[18]
- En el 2015 por un asesinato a un hombre en el que hubo violencia familiar, hubo 8.6 de mujeres[19]
- En el 2011, las mujeres que se encontraban o estuvieron en relaciones amorosas, el 14% fueron violentadas física, sexualmente o ejercieron sobre ellas poder coercitivo por parte de su pareja al menos en el último año.  Y el 9% de ellas que no padecieron de esta violencia, si fueron víctimas de acoso sexual en el trabajo, en el ámbito académico, familiar o comunitario.[20]
- En los últimos 12 años, entre 2004 y 2015, han sido asesinadas 23 mil 461 mujeres en México; 3 mil 836 de ellas murieron estranguladas, asfixiadas o sofocadas.[21]

## Activismo y protesta
En los últimos años, los grupos feministas se han vuelto más explícitos con su crítica hacia las organizaciones policiales y las figuras gubernamentales. Específicamente, estos activistas afirman protestar contra su ineficacia al manejar casos de violencia contra las mujeres. Como resultado, los grupos feministas han establecido campañas que tienen como objetivo crear conciencia sobre la violencia contra las mujeres y los feminicidios en México.

### #Ni Una Más protesta
El eslogan Ni Una Más, No es otro, se ha utilizado ampliamente para señalar que ninguna otra mujer debería ser víctima de violencia de género. Ni Una Más ha aparecido en forma de hashtag en varias plataformas de redes sociales, así como en las calles en campañas y protestas. El hashtag #NiUnaMás ha servido como un lugar para difundir información, fomentar el diálogo y crear conciencia sobre el asalto que experimentan las mujeres y las niñas en América Latina. Las mujeres decidieron organizar estos hashtags, eslóganes y protestas como una forma de crear conciencia sobre el daño y los problemas que han estado sucediendo a las mujeres y los niños en todo México, ya que un promedio de 10 mujeres son asesinadas todos los días y 4 niños desaparecen.

### Un Día Sin Mujeres protesta
El 8 de marzo de 2020, en el Día Internacional de la Mujer, las mujeres salieron a las calles y exigieron que el gobierno rindiera cuentas por su incapacidad para reconocer la violencia de género como un problema. Exigieron que los asesinos rindan cuentas de sus crímenes, y que se concienciara sobre el acoso sexual y físico que experimentan las mujeres en el diario. El día de la protesta, se estima que 80 000 personas participaron en la Ciudad de México. Al día siguiente, Brujas del Mar, un grupo de mujeres de Veracruz, encareró el cargo de otra protesta. El 9 de marzo, la protesta fue apodada "Un Día Sin Mujeres" (Un Día Sin Mujeres). El objetivo de esta protesta posterior era simular un mundo en el que las mujeres no existieran. La protesta animó a las mujeres a quedarse en casa y retirarse de las actividades en las que normalmente estarían involucradas. Las mujeres se quedaron en casa desde el trabajo, la escuela, las redes sociales y se abstuvieron de hacer compras en línea.
Estas protestas también tenían la intención de mostrar a los funcionarios del gobierno lo frustradas que están las mujeres con su incapacidad para resolver la violencia contra las mujeres. El presidente Andrés Manuel López Obrador (AMLO), había hecho promesas para solucionar el problema, pero no ha respondido a la creciente violencia y muertes de mujeres y niñas. Algunas de las protestas se volvieron violentas, en las que AMLO respondió culpando a las "políticas neoliberales" de su predecesor y quejándose de los grafitis de los manifestantesen el Palacio Nacional.

#### Respuestas a la protesta
Estas protestas recibieron un apoyo mixto de los que estaban en el gobierno a través de las redes sociales.Las mujeres miembros del gobierno, como la ministra del Interior Olga Sánchez Cordero, Claudia Sheinbaum, alcaldesa de la Ciudad de México, y otras, mostraron su apoyo a la protesta utilizando el hashtag #UnDiaSinMujeres o #UnDiaSinNosotras en las redes sociales. Sin embargo, Beatriz Gutiérrez Müller, esposa del presidente de México, Andrés Manuel López Obrador, dio una postura mixta sobre las protestas. Primero se unió al movimiento, pero más tarde se opuso a la huelga en las redes sociales utilizando el hashtag #NoAlParoNacional (No a la huelga nacional).

### Activismo artístico
Los activistas pintaron eslóganes en monumentos, edificios y pinturas de importancia histórica para abogar por las mujeres. Esto se hizo en un esfuerzo por demostrar el énfasis excesivo de los gobiernos en los objetos inanimados, en lugar de en la vida de las mujeres y las niñas. Estos actos provocaron un tema de conversación sobre los diferentes valores que se colocan en los humanos y en los monumentos con lazos patrióticos.Además, ONU Mujeres, el Observatorio Nacional de Ciudadanos sobre el Feminicidio y Católicas por el Derecho a Decidir abrieron la primera exposición permanente sobre feminicidios en México en 2017; la exposición se llama "¡Ya basta!", que se encuentra en el Museo de la Memoria y la Tolerancia de la Ciudad de México.

### Otras organizaciones
Un grupo en la ciudad de Nezahualcóyotl llamado Nos Queremos Vivas se ha reunido para marchas, y también ha creado talleres de autodefensa para ayudar a las jóvenes a protegerse. Además, hay una alianza de 47 organizaciones diferentes en México llamada el Observatorio Nacional de Ciudadanos sobre el Feminicidio, que ha pedido investigaciones más efectivas y completas después de las mujeres desaparecidas o asesinadas, aumentando la rendición de cuentas de parte de las autoridades de México. Este grupo está financiado por el Fideicomiso de las Naciones Unidas para poner fin a la violencia contra las mujeres.